# Kiyoshi Itō
Pour les articles homonymes, voir Ito.
Kiyoshi Itō (伊藤 清, Itō Kiyoshi), né le 7 septembre 1915 et mort le 10 novembre 2008 à Kyoto, est un mathématicien japonais. Il est connu comme le fondateur du calcul stochastique, une branche de la théorie des processus aléatoires, aussi connu sous le nom de calcul d'Itō.

## Biographie
Kiyoshi Itō est né le 7 septembre 1915 à Hokusei-Chō (en) dans la préfecture de Mie au Japon.
Itō a étudié les mathématiques à l'université impériale de Tokyo. Il y fut attiré par le calcul des probabilités.
À partir de 1940, il s'intéressa aux travaux d'Andreï Kolmogorov et de Paul Lévy sur les processus stochastiques et le mouvement brownien. Dans une série d'articles fondateurs, il définit alors le concept d'integrale stochastique pour les processus de diffusion, connue aujourd'hui sous le nom d'integrale d'Ito, et fonda la théorie des équations différentielles stochastiques. Ito est connu notamment comme fondateur du calcul stochastique, appelé calcul d'Itō.

Il liait les mathématiques aux formes de la beauté et avait cité dans un texte la musique de Mozart, la cathédrale de Cologne et disait que ces œuvres avaient inspiré la création de ses formules : « La musique de Mozart, par exemple, impressionne grandement même ceux qui ne connaissent pas la théorie de la musique, la cathédrale de Cologne subjugue aussi les spectateurs qui ne savent rien de la religion chrétienne. La beauté des structures mathématiques, en revanche, ne peut être appréciée sans comprendre un ensemble de formules qui expriment les lois de la logique. »
C'est cette logique qu'il condensa dans le lemme d'Itō.[réf. nécessaire]
Il est mort le 10 novembre 2008 à l'âge de 93 ans.

## Prix et distinctions
Il fut lauréat du prix de Kyōto en 1998 et du prix Gauss en 2006.
En octobre 2008, Itō est décoré de l'ordre de la Culture du Japon, la cérémonie de remise s'est déroulée au Palais Impérial.
Il a également été le lauréat du prix Asahi en 1977 et du prix Wolf de mathématiques en 1987.